# District de San Miguel (Lima)

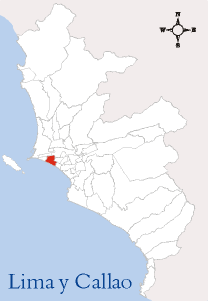

Le district péruvien de San Miguel est l'un des 43 districts de la province de Lima et fait partie de la zone urbaine de Lima, capitale du Pérou. Il est bordé au nord par le district de Lima, à l'est par le district de Magdalena del Mar et le quartier de Pueblo Libre, par l'océan Pacifique au sud et à l'ouest par Callao.

## Histoire
Le 10 mai 1920, il est officiellement érigé en district, 
Le quartier est principalement résidentiel. 

## Démographie
Le district avait une population de 	129 107 habitants en 2007 (estimation de l'INEI) 

### Maires
- 2015-2018: Eduardo Javier Bless Cabrejas (PPS)
- 2003-2014: Saleh Carlos Salvador Heresi Chicoma (UN)
- 1996-2002: Marina Sequeiros Montesinos (SP).
- 1993-1995: Rómulo Ponce Calle (Obras)

## Fête
- Novembre: Seigneur des Miracles.